# 本·巴斯
本·巴斯（Benjamin Langer Bass，1968年8月14日—）是加拿大的一位演員。他最著名的作品是在菜鳥警察中飾演Sam Swarek角色。他在2011年結婚但在2015年離婚。

## 外部連結
- 本·巴斯在互联网电影资料库（IMDb）上的資料（英文）
- 在AllMovie上本·巴斯的頁面（英文）